# Оленино (городское поселение)
Посёлок Оленино — муниципальное образование со статусом городского поселения в Оленинском районе Тверской области Российской Федерации.
Административный центр — посёлок городского типа Оленино.

## История
Статус и границы городского поселения установлены Законом Тверской области от 28 февраля 2005 года № 39-зо «Об установлении границ муниципальных образований, входящих в состав территории муниципального образования Тверской области „Оленинский район“, и наделении их статусом городского, сельского поселения».

## Население
| 2010  | 2011  | 2012  | 2013  | 2014  | 2015  | 2016  |
| ----- | ----- | ----- | ----- | ----- | ----- | ----- |
| 5057  | ↘5039 | ↗5062 | ↘4993 | ↗5006 | ↗5053 | ↘4997 |
| 2017  | 2018  | 2019  | 2020  |       |       |       |
| ↘4959 | ↘4841 | ↘4732 | ↘4700 |       |       |       |

## Состав городского поселения
| № | Населённый пункт        | Тип населённого пункта | Население |
| - | ----------------------- | ---------------------- | --------- |
| 1 | Дорожно-Ремонтный Пункт | населённый пункт       | 32        |
| 2 | Козинка                 | посёлок                | 12        |
| 3 | Лытница                 | деревня                | 95        |
| 4 | Оленино                 | пгт                    | ↗4704     |